# Bradina liralis
Bradina liralis là một loài bướm đêm trong họ Crambidae.